# Mercedita nemzetközi repülőtér
A Mercedita nemzetközi repülőtér (IATA: PSE, ICAO: TJPS) Puerto Rico egyik nemzetközi repülőtere, amely Vayas közelében található. Éves utasforgalma 26 128 fő .

## Légitársaságok és úticélok

### Személy
| Légitársaság      | Célállomások          | Források |
| ----------------- | --------------------- | -------- |
| Frontier Airlines | Orlando               | [ 3 ]    |
| JetBlue           | New York–JFK, Orlando | [ 4 ]    |
| Spirit Airlines   | Orlando               | [ 5 ]    |

## Forgalom
Az utasforgalom az elmúlt években az alábbi módon változott:
| Utasok száma | 104 177 | 206 821 | 211 608 | 178 668 | 183 932 | 205 826 | 41 377 |
|              | 2014    | 2015    | 2016    | 2017    | 2018    | 2019    | 2020   |

## Futópályák
A repülőtér futópályái:
- 12/30 (6900 ft, 150 ft, aszfalt)